# Bürgerbüro (Fernsehserie)
Bürgerbüro ist eine Schweizer Sitcom mit 13 Episoden, die 2002 im Schweizer Fernsehen ausgestrahlt wurde. Sie dreht sich um eine Schweizer Kleinstadt, in der ein Bürgerbüro eingerichtet wird. Der Stadtpräsident will die Tätigkeit des Bürgerbüros aber sabotieren, indem er einen Leiter beruft, der kein Durchsetzungsvermögen besitzt.

## Hintergrund
Die Produktion der Sitcom wurde bereits nach einer Staffel eingestellt, weil SF DRS bereits vor Beginn der Dreharbeiten entschieden hatte, aus Kostengründen zukünftig auf die Herstellung eigener Sitcoms zu verzichten, obwohl sie beim Publikum sehr beliebt waren und Marktanteile von über 40 % erreichten. Der Autor schreibt dazu auf seiner Website:

„Die Serie hätte, so war es gedacht, ein erster Schritt zur Weiterentwicklung des Genres Sitcom im Schweizer Fernsehen werden sollen. Kein Studiopublikum als Lach- und Klatschkulisse, eine filmische Auflösung mit nur einer statt der üblichen vier Kameras. Ich werde nie erfahren, ob das Publikum diese neue Form mit der Zeit akzeptiert hätte. Die dreizehn Episoden wurden versendet, wie man das im Fernsehgewerbe scheußlicherweise nennt, und jetzt lagern sie wohl für alle Zeiten im Archiv. Abgelegt wohl unter dem Buchstaben N.

N wie „Nie eine Chance bekommen“.“

Drei Jahre später startete SF DRS einen neuen Versuch mit der Sitcom Schöni Uussichte.

## Episoden
| Nr. | Originaltitel           | Erstausstrahlung CH |
| --- | ----------------------- | ------------------- |
| 1   | Adrian ante portas      | 13. Sep. 2002       |
| 2   | Anlaufschwierigkeiten   | 13. Sep. 2002       |
| 3   | Wohngemeinschaft        | 20. Sep. 2002       |
| 4   | Die Hexe                | 27. Sept. 2002      |
| 5   | Auf den Hund gekommen   | 11. Okt. 2002       |
| 6   | Das Jubiläum            | 18. Okt. 2002       |
| 7   | Enver Berisha           | 25. Okt. 2002       |
| 8   | Krankengeschichten      | 1. Nov. 2002        |
| 9   | Homo Adrian             | 15. Nov. 2002       |
| 10  | Tag des Kindes          | 22. Nov. 2002       |
| 11  | Alles hat seinen Preis  | 29. Nov. 2002       |
| 12  | Das Rätsel Polentarutti | 13. Dez. 2002       |
| 13  | O du fröhliche          | 20. Dez. 2002       |